# Provincia de Tamanrasset
Tamanghasset (en árabe: ولاية تمنراست) es el valiato de mayor extensión de Argelia. Su capital es la ciudad de Tamanrasset. En 2019 fueron creadas las provincias de In Guezzam e In Salah con gran parte de su territorio.

## Municipios con población en abril de 2008
- Abalessa 9,163
- Foggaret Ezzaouia 6,649
- Idles 4,945
- In Amguel 4,208
- In Ghar 11,225
- In Guezzam 7,045
- In Salah 32,518
- Tamanrasset 92,635
- Tazrouk 4,091
- Tinzaouten 4,157

## Geografía
La provincia se encuentra en el sur del país, en el Desierto del Sáhara, y alberga el punto de mayor altitud de la región y del país: el Tahat, con 3.003 m. Su territorio ocupa una superficie de 336 854 km², que para efectos comparativos es similar a la de Finlandia.

### Fronteras
Limita al norte con las provincias de In Salah e Illizi, al este con la provincia de Djanet, al sur con In Guezzam y al oeste con las provincias de Adrar y Bordj Badji Mokhtar respectivamente. Además comparte una frontera con Níger de 956 km.

## División administrativa
La provincia está dividida en 7 dairas (distritos), que a su vez se dividen en 10 comunas (ciudades).

## Demografía
Sus habitantes pertenecen principalmente a las etnias árabe y tuareg, se estiman 176.637 pobladores para 2008.